# Canthon lafargei
Canthon lafargei là một loài bọ cánh cứng trong họ Bọ hung (Scarabaeidae).